# Klaus Hafner

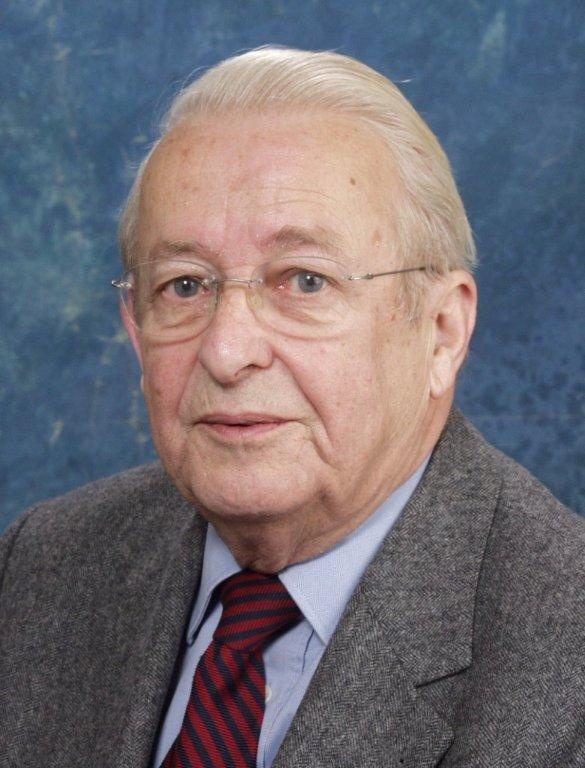
Klaus Hafner (2008)

Klaus Hafner (* 10. Dezember 1927 in Potsdam; † 25. Januar 2021 in Darmstadt) war ein deutscher Chemiker.

## Leben
Klaus Hafner studierte von 1946 bis 1951 Chemie an der Philipps-Universität Marburg. 1951 wurde er bei Hans Meerwein mit einer Arbeit über die Diazoverbindungen der Dinitroaniline und des 2,4,6-Trinitroanilins promoviert. Während seiner Assistentenzeit bei dem späteren Nobelpreis-Träger Karl Ziegler von 1951 bis 1955 am Max-Planck-Institut für Kohlenforschung in Mülheim an der Ruhr entdeckte er 1955 die Ziegler-Hafner-Synthese zur vereinfachten Darstellung von Azulenen. 1956 habilitierte er sich an der Universität Marburg im Fach Organische Chemie. Von 1956 bis 1964 forschte Hafner als Privatdozent an der Universität Marburg.
Von 1962 bis 1964 war Hafner Professor an der Ludwig-Maximilians-Universität München, seit 1965 war er Ordinarius an der Technischen Universität Darmstadt sowie Direktor des Instituts für Organische Chemie. 1996 wurde er emeritiert.

## Wirken
Sein Fachgebiet waren konjugierte π-Elektronensysteme wie Azulene, Fulvene, Heptalene und deren Metallkomplexe.
Hafner war langjähriger Herausgeber der chemischen Fachzeitschrift „Liebigs Annalen“. Weiterhin war er Mitherausgeber der „Chemischen Berichte“ und der Reihe „Topics in Current Chemistry“.  
In der Gesellschaft Deutscher Chemiker war er u. a. als Obmann des Ehrengerichtes verantwortlich tätig. Weitere ehrenamtliche Tätigkeiten in der Deutschen Forschungsgemeinschaft (DFG), als Berater der Dr. Otto Röhm-Gedächtnisstiftung und der Minerva Stiftung sowie als Vertrauensdozent des Verbands der Chemischen Industrie und des Auswahlausschusses der Alexander von Humboldt-Stiftung zeugen vom breiten Einfluss, den Hafner hatte.
Sein Wirken wurde 1980 mit der Adolf-von-Baeyer-Denkmünze der Gesellschaft Deutscher Chemiker geehrt. Er war Ehrenprofessor der East China University in Shanghai und Inhaber des Carus-Preises der Stadt Schweinfurt.
1986 wurde er in die Deutsche Akademie der Naturforscher Leopoldina gewählt.
Klaus Hafner starb Ende Januar 2021 im Alter von 93 Jahren.

## Werke (Auswahl)
Hafners wissenschaftliches Werk umfasst etwa 200 Publikationen, die zumeist der präparativen organischen Chemie zuzurechnen sind.
- K. Ziegler und K. Hafner: Eine rationelle Synthese des Azulens. In: Angewandte Chemie. Band 67, 1955, S. 301.
- K. Hafner: Neue Azulen-Synthesen. In: Angewandte Chemie. Band 67, 1955, S. 302.
- K. Hafner und H. Weldes: Einführung von Substituenten in den 7-Ring des Azulens mit Hilfe metallorganischer Verbindungen. In: Angewandte Chemie. Band 67, 1955, S. 302.
- K. Hafner: Neuere Ergebnisse der Azulen-Chemie. In: Angewandte Chemie. Band 70, 1958, S. 419–430.
- K. Hafner, K. H. Häfner, C. König, M. Kreuder, G. Ploß, G. Schulz, E. Sturm und K. H. Vöpel: Fulvene als Isomere benzoider Verbindungen. In: Angewandte Chemie. Band 75, 1963, 35–36; Angewandte Chemie International Edition in English. Band 2, 1963, S. 123.
- K. Hafner und H. U. Süss: 1.3.5-Tri-tert-butyl-pentalen – Ein stabiles planares 8p-Elektronensystem. In: Angewandte Chemie. Band 85, 1973, S. 626–628; Angewandte Chemie International Edition in English. Band 12, 1973, S. 575–577.
- K. Hafner, H. Diehl und H. U. Süss: Cycloadditionsreaktionen des Pentalens und Azulens: Eine einfache Heptalen-Synthese. In: Angewandte Chemie. Band 88, 1976, S. 121–123; Angewandte Chemie International Edition in English. Band 15, 1976, S. 104–106.
- L. T. Scott, M. D. Rozeboom, K. N. Houk, T. Fukanaga, H. J. Lindner und K. Hafner: The Quinones of Azulene. A Theoretical Prognosis. In: Journal of the American Chemical Society. Band 102, 1980, S. 5169–5176.
- V. M. Hallmark, S. Chiang, K.-P. Meinhardt und K. Hafner: Observation and Calculation of Internal Structure in Scanning Tunneling Microscopy Images of Related Molecules. In: Physical Review Letters. Band 70, 1993, S. 3740–3743.
- A. H. M. Elwahy und K. Hafner: Cyclooligomerization of Mono- and Diazulenylethynes Catalyzed by Transition Metal Complexes. In: European Journal of Organic Chemistry. 2010, S. 265–274.